# Wolfgang Lotz

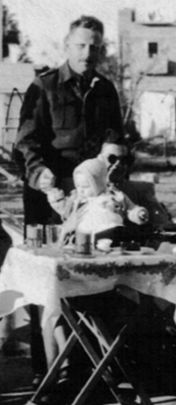
Wolfgang Lotz, 1950

Wolfgang Lotz (ur. 6 stycznia 1921, zm. 13 maja 1993) – jeden z najskuteczniejszych, obok Eli Cohena, legendarnych agentów wywiadu izraelskiego.
Urodzony w Niemczech. W 1937, po śmierci ojca, wyjechał do Palestyny, gdzie wstąpił do żydowskiej paramilitarnej formacji Hagana. We wrześniu 1939 zgłosił się do służby w brytyjskich wojskach powietrznodesantowych, brał udział w walkach w Afryce Północnej z armiami włoską i niemiecką. Po zakończeniu II wojny światowej wrócił do Palestyny, brał udział w walkach o niepodległość Izraela w 1948. Zdemobilizowany został w stopniu majora, w pewien czas później zwerbowany do pracy w Mosadzie. Jako wysoki blondyn biegle władający językiem niemieckim, Lotz był idealnym kandydatem na agenta, którego wywiad izraelski zamierzał użyć do penetracji kolonii nazistów niemieckich w Kairze. Mosad przygotował dla niego nową tożsamość: Lotz wcielił się w postać oficera Afrika Korps, który dorobił się majątku jako hodowca koni wyścigowych w Australii. Aby umocnić tę legendę, wyjechał na rok do Niemiec. W 1959 roku pojawił się w Egipcie, założył pod Kairem stadninę koni i zaczął udawać esesmana-emigranta. Zaprzyjaźnił się z szefem policji egipskiej i kilkoma zatrudnionymi w tym kraju naukowcami niemieckimi, byłymi nazistami. W trosce o dalsze uwiarygodnienie jego postaci, Mosad znalazł mu nawet typową niemiecką żonę, blondynkę o aryjskim wyglądzie, Waltraud Neumann, z którą wziął uroczysty ślub w Monachium.
Żywot bigamisty, umilany sporadycznymi wizytami w Izraelu, w czasie których odwiedzał swą legalną żonę wraz z potomstwem, Lotz pędził do 1964, kiedy efektywna już wówczas – wyszkolona przez fachowców ze Stanów Zjednoczonych, Wielkiej Brytanii i Związku Radzieckiego – egipska Tajna Służba przechwyciła nadane przez niego transmisje radiowe i podczas rewizji znalazła ukryty w wadze łazienkowej nadajnik. Aresztowano Lotza i zgodnie z panującymi w Egipcie zwyczajami poddano torturom. Lotz jednak twardo pozostawał przy wersji, że jest Niemcem, a szpiegował wyłącznie dla pieniędzy. Na swoje szczęście nie był obrzezany, prawdopodobnie dzięki temu pozostał przy życiu. Ostatecznie po czysto formalnym procesie skazano go na dożywotnie ciężkie roboty. Przed sądem stanęła także przybrana żona Wolfganga, Waltraud, która otrzymała wyrok w wysokości trzech lat pozbawienia wolności.
W 1968 Wolfgang Lotz wymieniony został na 9 generałów egipskich wziętych do niewoli przez armię izraelską w czasie tzw. wojny sześciodniowej. Po powrocie do Izraela Lotz rozwiódł się z żoną i poślubił Waltraud Neumann. Po jej śmierci w 1973 ożenił się jeszcze dwukrotnie. W 1972 ukazały się jego wspomnienia – The Champagne Spy.
Informacje przekazane przez Lotza z Egiptu miały duży wpływ w przyszłych konfliktach zbrojnych, w których jedną z głównych stron był Izrael.